# 이시즈카 게이지
이시즈카 게이지(일본어: 石塚 啓次, 1974년 8월 26일 ~ )는 일본의 전 축구 선수이다.

## 구단 경력
1993년 J1리그의 베르디 가와사키(도쿄 베르디)에 입단했다. 1994년과 1995년 2번의 J1리그 우승을 차지했다. 1997년엔 재팬 풋볼 리그의 콘사돌레 삿포로로 임대 이적했다. 2002년까지 도쿄 베르디에서 103경기에 출전하여, 15득점을 넣었다. 2003년엔 가와사키 프론탈레와 나고야 그램퍼스 에이트에서 뛰었다. 2003년후 현역 은퇴.